# Pratap Singh Shah
Pratap Singh Shah Deva (Gorkha, 16 april 1751 — Kathmandu, 17 november 1777) was koning van Nepal en zoon en eerste opvolger van Prithvi Narayan Shah, die het Koninkrijk Nepal stichtte.
Pratap Singh Shah hechtte geen waarde aan de unificatie van Nepal die door de veldtochten van zijn vader tot stand waren gekomen en werd daarom gezien als een koning die de troon niet waard was.
Hij regeerde dan ook maar twee jaar van 1775 tot 1777 en werd opgevolgd door zijn tweejarige zoon Rana Bahadur Shah.